# Enemy of God
Enemy of God (englisch Feind Gottes) ist das elfte Studioalbum der deutschen Thrash-Metal-Band Kreator. Es erschien im Januar 2005 bei Steamhammer/SPV. Am 27. Oktober 2006 wurde es als Enemy of God: Revisited mit einem DTS-5.1-Mix wiederveröffentlicht.

## Entstehung und Stil
Enemy of God wurde in Andy Sneaps zu der Zeit neugestaltetem Studio in einem alten englischen Landhaus aufgenommen. Sneap bezeichnete die Aufnahmen als „eine relaxte, aber sehr konzentrierte Zeit“. Eine druckvolle Produktion, „ohne jedoch zu modern zu klingen“ wurde angestrebt. Im Gegensatz zum Vorgänger wurden statt vier nur zwei Rhythmusgitarrenspuren aufgenommen. Mille Petrozza hatte ursprünglich sogar geplant, die Platte mit analoger Technik aufzunehmen, Sneap hatte ihn davon abgebracht. Den ersten Mix Sneaps lehnten Kreator ab, worüber Sneap im Nachhinein froh war, da der zweite „viel, viel besser“ klinge.
Inhaltlich ist Enemy of God von politischen Themen bestimmt. Der Titel ist laut Petrozza „kein antireligiöses Statement“.

„Osama bin Laden sagt, George W. Bush sei der Feind Gottes, und Bush sagt das Gleiche, bloß andersherum. Der Titel war passend. Für mich ist es immer noch völlig absurd, mit anzusehen, wie sich die moderne Welt momentan im Religionskrieg befindet. In meinen Augen ist das eine totale Rückentwicklung, die ich noch vor wenigen Jahren nicht für möglich gehalten hätte.“

Besonders in den ersten Stücken der Platte wird auf den Religionskonflikt eingegangen, so im Titelstück und bei Suicide Terrorist. Weitere Themen sind Globalisierung und soziale Probleme. So kritisierte Petrozza etwa Hartz IV, die damalige Entwicklung bei Opel in Bochum oder die mediale „ProSieben- und Sat.1-Terrorwelt“, die seiner Meinung nach „jegliche Kreativität im Keim erstickt“.

## Rezeption
Die Kritiken zu Enemy of God waren durchweg positiv. Zwar fand Eduardo Rivadavia von Allmusic, dass die Platte nicht ganz so frisch klinge wie Violent Revolution, aber die gleiche Intensität und Qualität des Songwritings aufweise. Er vergab vier von fünf Sternen. Bei Blabbermouth.net hob Martin White die Old-School-Metal-Einflüsse wie Slayer, Exodus oder, bei einigen Gitarrenharmonien, Iron Maiden hervor, kritisierte allerdings Sneaps Produktion als „manchmal etwas zu ‚poliert’“. Er bewertete das Album mit acht von zehn Punkten. Im Rock Hard wertete Boris Kaiser mit neun von zehn Punkten und sprach von der „Mischung aus Rootstreue und Modernität“. Ihm gefielen vor allem die melodiösen Soli von Sami Yli-Sirniö. Michael Edele von Laut.de nannte Enemy of God aus demselben Grunde auch „die Quintessenz aus erhoffter Härte und wiederentdeckter Melodie.“ Er vergab mit fünf Sternen die Höchstwertung. Die eineinhalb Jahre später erschienene „Revisited“-Edition kritisierte er allerdings sehr und empfahl sie „wirklich nur für Die-Hard-Fans“.

## Titelliste
1. Enemy of God – 5:43
2. Impossible Brutality – 4:30
3. Suicide Terrorist – 3:28
4. World Anarchy – 3:55
5. Dystopia – 3:41
6. Voices of the Dead – 4:33
7. Murder Fantasies – 4:50
8. When Death Takes Its Dominion – 5:38
9. One Evil Comes - A Million Follow – 3:19
10. Dying Race Apocalypse – 4:40
11. Under a Total Blackened Sky – 4:28
12. The Ancient Plague – 6:58
13. Toxic Trace (Live in Busan, Korea) (Japan-Bonusstück sowie Bonus auf Enemy of God: Revisited)
14. Coma of Souls (Live in Busan, Korea)  (Japan-Bonusstück sowie Bonus auf Enemy of God: Revisited)
15. Impossible Brutality (Bonusvideo auf normaler Ausgabe)

Alle Stücke wurden von Mille Petrozza und Kreator geschrieben.
Beim Limited-Edition-Digipak war eine Bonus-DVD enthalten:
1. Impossible Brutality (Videoclip)
2. Making of… Impossible Brutality
3. Making of… Enemy of God
4. Violent Revolution (Liveclip)
5. Phobia (Liveclip)

Bonus-DVD der Revisited-Ausgabe:
- Live Wacken 2005:

1. Intro
2. Enemy of God
3. Impossible Brutality
4. Pleasure to Kill
5. Phobia
6. Violent Revolution
7. Suicide Terrorist
8. Extreme Aggression
9. People of the Lie
10. Voices of the Dead
11. Terrible Certainty
12. Betrayer
13. Flag of Hate
14. Tormentor

- Bonus-Bootleg Live at the Rockpalast:

1. Reconquering the Throne
2. Renewal
3. Servant in Heaven-King in Hell

- Videoclips:

1. Making of Enemy of God
2. Enemy of God
3. Dystopia
4. Impossible Brutality
5. Dying Race Apocalypse

## Chartplatzierungen
| ChartsChartplatzierungen | Höchstplatzierung | Wochen |
| ------------------------ | ----------------- | ------ |
| Deutschland (GfK)        | 19 (3 Wo.)        | 3      |
| Österreich (Ö3)          | 45 (2 Wo.)        | 2      |